# Карасаз (Жуалинський район)
Караса́з (каз. Қарасаз) — село у складі Жуалинського району Жамбильської області Казахстану. Адміністративний центр Карасазького сільського округу.
До 1993 року село називалося Петровка.
Населення — 2141 особа (2021; 1983 у 2009, 1916 у 1999, 1917 у 1989).